# سی. ان. آر. راو
سی. ان. آر. راو (انگلیسی: C. N. R. Rao؛ زاده ۳۰ ژوئن ۱۹۳۴) یک دانشمند در زمینه شیمی اهل هند است.